# Hiến binh

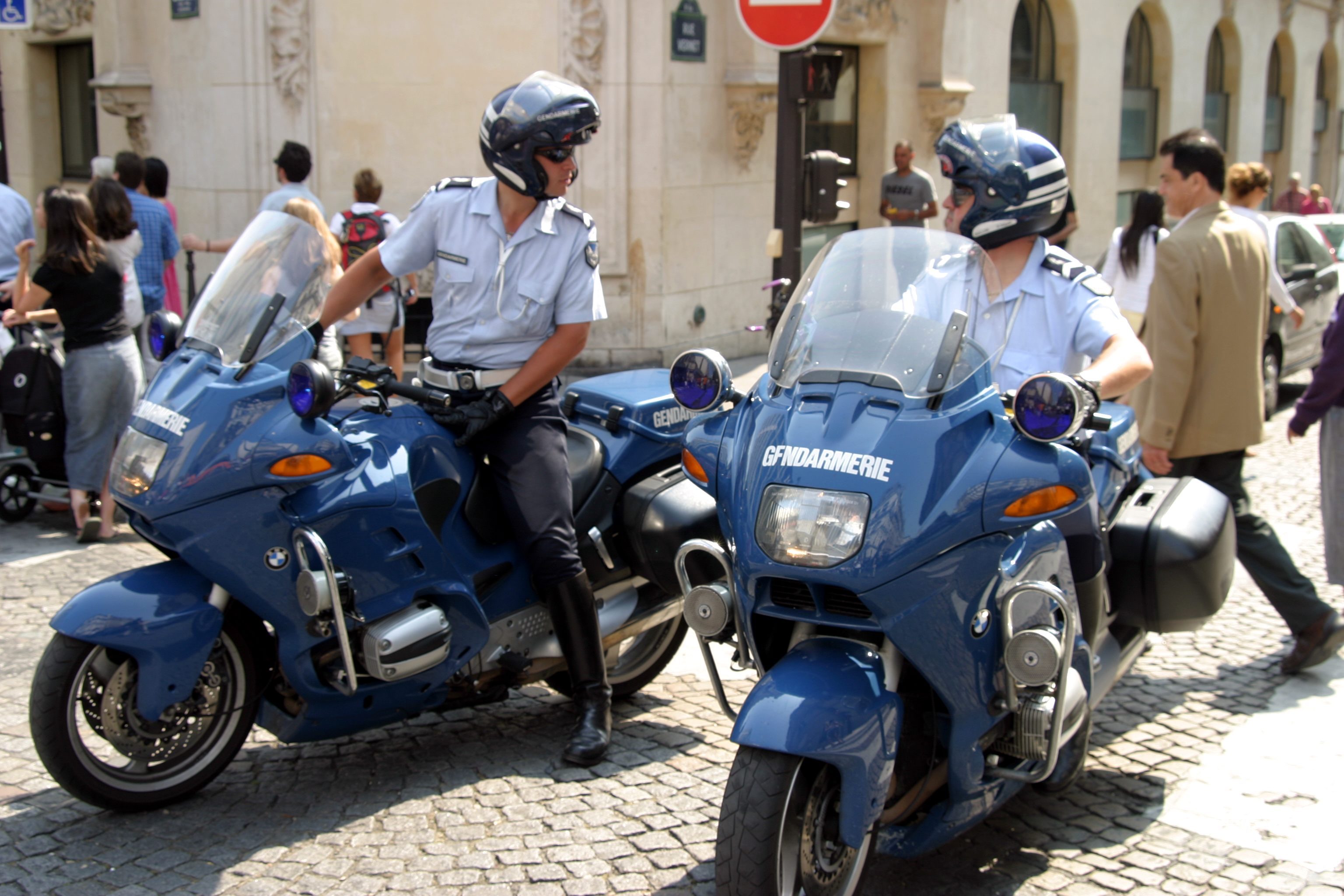
Hiến binh ở Paris, rue Vernet, gần điện Champs-Élysées

Lực lượng Hiến binh hay Hiến quân, tiếng lóng gọi nôm na là sen đầm hoặc săng đá (nói lái từ tiếng Pháp: Gendarmerie), là một tổ chức an ninh quân sự hoặc bán quân sự riêng biệt với lực lượng cảnh sát dân sự, được giao nhiệm vụ thi hành pháp luật trong phạm vi lãnh thổ của một quốc gia. Hiến binh là lực lượng đặc biệt của bộ Quốc Phòng, được rèn luyện cả về thể chất, trí tuệ và nghiệp vụ. Hiến binh quốc gia thực hiện các nhiệm vụ của bộ Nội Vụ. Lực lượng Hiến binh được tổ chức và quản lý chặt chẽ dưới mô hình quân đội, đồng thời được vũ trang đồng bộ nhằm tối ưu hóa việc thi hành pháp luật và bảo đảm an ninh công cộng.
Khái niệm Hiến binh có bắt nguồn từ nước Pháp, từ gendarme trong tiếng Pháp có nguồn gốc từ thành ngữ 'gens d'armes' tức người dân quân.
Lực lượng hiến binh quốc gia thực hiện ba loại nhiệm vụ: cảnh sát tư pháp dưới sự kiểm soát của cơ quan tư pháp (văn phòng công tố, thẩm phán điều tra), cảnh sát hành chính thuộc cơ quan hành chính và các cơ quan quân sự. Hai nhiệm vụ đầu tiên thường dành cho Cảnh sát và Hiến binh, nhiệm vụ cuối cùng dành riêng cho Hiến binh:
-Nhiệm vụ cảnh sát tư pháp: phát hiện hành vi phạm tội, khám xét và bắt giữ thủ phạm vi phạm pháp luật hình sự, điều tra tư pháp;
-Nhiệm vụ cảnh sát hành chính: an ninh, giữ gìn trật tự, hỗ trợ cứu nạn, giao thông đường bộ, bảo vệ môi trường;
-Nhiệm vụ quân sự: cảnh sát quân sự và các nhiệm vụ quốc phòng khác: hỗ trợ các cơ quan quân sự, bảo vệ, kiểm soát vũ khí hạt nhân, quản lý dự trữ, v.v.
Nhiều nước trên thế giới đã áp dụng nguyên tắc lực lượng cảnh sát có tư cách quân nhân lấy cảm hứng trực tiếp từ Hiến binh Pháp.
Ta có thể lấy ví dụ một số các lực lượng hiến binh tiêu biểu trên thế giới như Hiến binh Quốc Gia - Gendarmerie nationale của Pháp, Vệ binh Dân sự - Guardia Civil của Tây Ban Nha, Lực lượng Cảnh sát Vũ trang Nhân dân (Vũ Cảnh) - People's Armed Police  của Trung Quốc hay Lính cạc-bin - Carabinieri của Cộng Hòa Ý.

## Cách gọi và quản lý

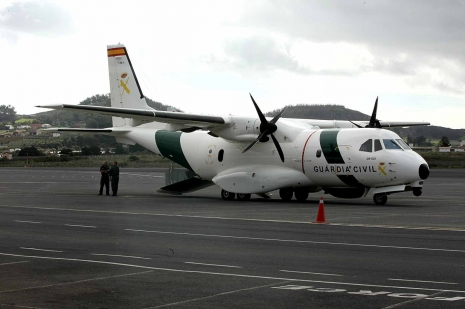
Máy bay Giám sát Hàng hải CASA/IPTN CN-235 của Lực lượng Bảo vệ Dân sự Tây Ban Nha (Guardia Civil)

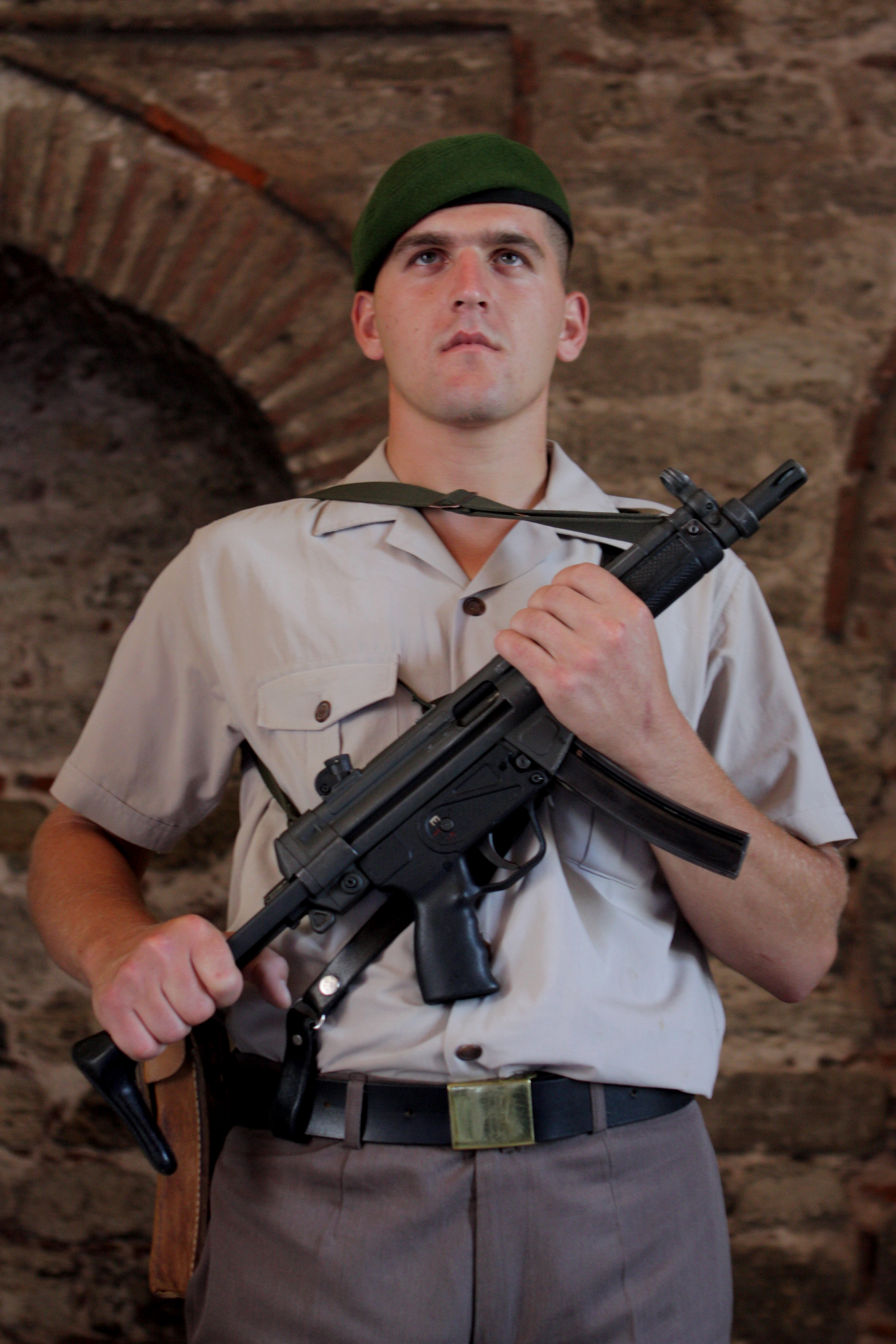
Một hiến binh Thổ Nhĩ Kỳ đứng gác ở cung điện Topkapı tại thủ đô Istanbul

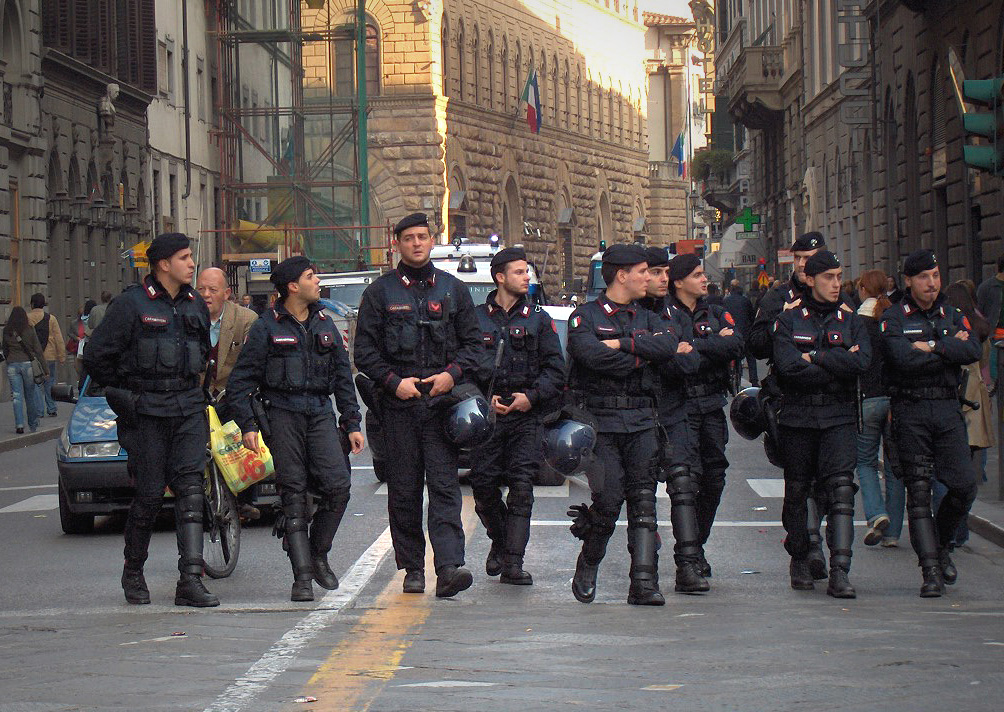
Các thành viên của hiến binh Italy, Carabinieri, đang thực hiện nhiệm vụ tại Florence

Ngoài tên gọi chung "gendarmerie", lực lượng này còn có nhiều tên gọi khác theo vùng miền và quốc gia, ví dụ Carabinieri ở Ý,  Guarda Nacional Republicana ở Bồ Đào Nha hay Guardia Civil ở Tây Ban Nha. Đa số các tên gọi đều làm gợi nhớ đến bản chất bảo an công cộng hay bản chất vũ trang của các tổ chức Hiến binh.
Tùy theo cơ cấu nhà nước của mỗi quốc gia, Hiến binh thường nằm dưới sự quản lý của Bộ Quốc Phòng (như ở Ba Lan, Algieria), Bộ Nội Vụ/An Ninh/Công An (Rumani, Argentina, Việt Nam), cả hai (Pháp, Ý, Tây Ban Nha) hoặc một ủy ban dân sự riêng biệt trực thuộc Chính phủ (Vệ binh quốc gia Nga - Rosgvardiya).

## Vai trò phục vụ
Khi so sánh với cảnh sát dân sự, hiến binh nhiều lúc là lực lượng có kỷ luật hơn, điều đó giúp cho họ có khả năng đối phó với các nhóm vũ trang và mọi loại bạo lực, bạo loạn một cách hiệu quả nhất. Để thích ứng với thực tiễn tác chiến và nhiệm vụ, và cũng vì do phải thường xuyên đối mặt với nhiều loại tội phạm nguy hiểm, hiến binh thường không bị ràng buộc về mặt quyền hạn gắt gao như cảnh sát dân sự. Điều này cho phép người Hiến binh quân có các hành động mạnh tay, mang tính vũ lực nặng như dùng dùi cui, dùng súng và hơi cay lên đối phương với mục đích trị an.

## Tại Việt Nam
Tại một số giai đoạn trong lịch sử Việt Nam đã tồn tại những đơn vị Hiến binh chính thức. Ví dụ như vào thời Pháp thuộc, để bảo vệ chế độ thuộc địa, thực dân Pháp thành lập một đại đội hiến binh gồm 54 người vào năm 1909, lực lượng ngày một này dần lớn mạnh khắp Bắc, Trung và Nam Kỳ; và kể cả Campuchia. Sen Đầm Đông Dương thời đó có nhiệm vụ kiểm soát quân đội, kiếm soát dân sự về hành chính và tư pháp, coi giữ nhà tù tỉnh, có khi kiêm nhiệm trông coi việc chiếu sáng, vê sinh đô thị, kiểm soát các quán cà phê, các sòng bạc, tụ điểm mại dâm.
Ở nước Cộng hòa Xã hội chủ nghĩa Việt Nam ngày nay, ba tiểu đoàn Cảnh sát Đặc nhiệm trực thuộc Bộ Tư lệnh Cảnh sát Cơ động khắp ba miền tổ quốc có thể được coi như một lực lượng tương đồng Hiến binh, với vị trí, chức năng, nhiệm vụ và quyền hạn giống như các tổ chức hiến binh khác trên thế giới. Với các trang bị vũ trang nặng hơn cảnh sát dân sự, Cảnh sát cơ động thường xuyên phải đảm nhiệm nhiều nhiệm vụ nguy hiểm liên quan đến tội phạm có tổ chức, tội phạm ma túy, các tổ chức khủng bố hay bạo động đô thị và nông thôn. Ngoài ra, Cảnh sát Cơ động Việt Nam cũng có nhiệm vụ tuần tra cộng đồng, canh gác và bảo vệ các cơ quan nhà nước, hội nghị trọng yếu và các sự kiện đông người như mít tinh hay thể thao.
Bên cạnh đó, Dân quân tự vệ Việt Nam, một lực lượng vũ trang quần chúng (chịu sự quản lý của các Ủy ban Nhân dân địa phương) có vai trò chiến đấu hiệp đồng với Công An và Quân Đội để bảo vệ chủ quyền quốc gia, bảo đảm an ninh, trật tự, an toàn xã hội cũng có thể được coi như một lực lượng Hiến binh tại Việt Nam. Người lính Dân quân tự vệ tham gia lực lượng này qua hình thức nghĩa vụ quân sự.